# Андерссон, Агнета
Агне́та Мо́ника А́ндерссон (швед. Agneta Monica Andersson; 25 апреля 1961, Карлскуга, Эребру — 8 октября 2023, Карлскуга) — шведская гребчиха-байдарочница, выступала за сборную Швеции в начале 1980-х — середине 1990-х годов. Участница пяти летних Олимпийских игр, трёхкратная олимпийская чемпионка, чемпионка мира, победительница многих регат национального и международного значения.

## Биография

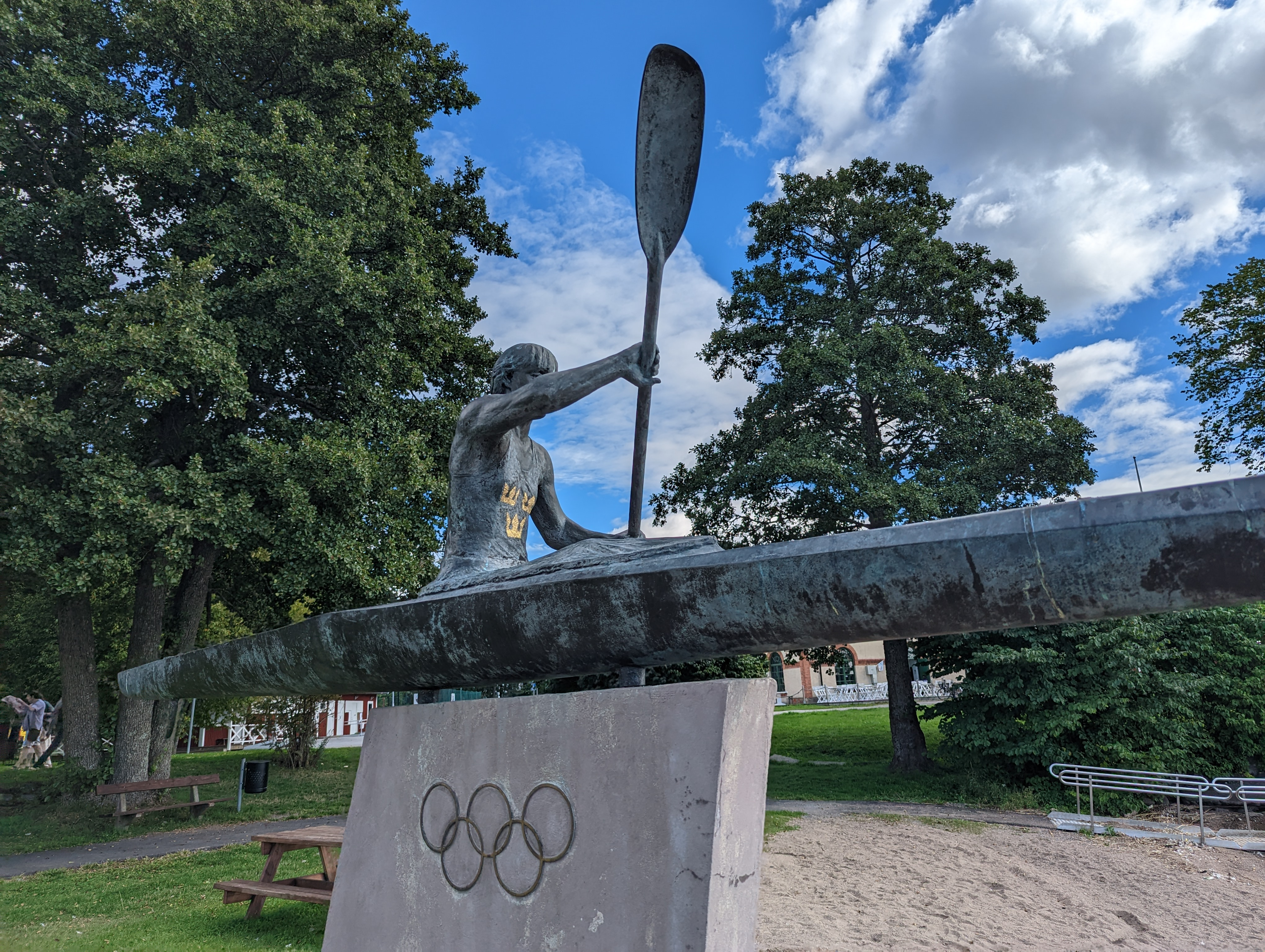

Агнета Андерссон родилась 25 апреля 1961 года в городе Карлскуга, лен Эребру. Активно заниматься греблей начала с раннего детства, проходила подготовку в местном каноэ-клубе под названием «Буфурс».
Первого серьёзного успеха на взрослом международном уровне добилась в 1980 году, когда попала в основной состав шведской национальной сборной и благодаря череде удачных выступлений удостоилась права защищать честь страны на летних Олимпийских играх в Москве. Участвовала в заездах одиночек и двоек, в первом случае показала в финале шестой результат, во втором случае в паре с Карин Ульссон финишировала в финале пятой.
В 1981 году побывала на чемпионате мира в английском Ноттингеме, где завоевала две награды бронзового достоинства, выигранные в одиночках и четвёрках, а также серебряную награду в двойках. В следующем сезоне на мировом первенстве в югославском Белграде взяла серебро в одиночках и бронзу в двойках, ещё через год на аналогичных соревнованиях в финском Тампере стала бронзовой призёркой в двойках на полукилометровой дистанции. Стартовала на Олимпийских играх 1984 года в Лос-Анджелесе: завоевала здесь золотые медали в одиночках и в двойках вместе с напарницей Анной Ульссон, тогда как с четырёхместным экипажем, куда помимо Ульссон вошли гребчихи Сюзанна Виберг и Эва Карлссон, выиграла серебряную медаль на пятистах метрах — лучше финишировала только команда из Румынии. Успеху сборной Швеции способствовало отсутствие на Играх из-за бойкота сильных сборных ГДР и СССР, в частности, знаменитой Биргит Фишер.
На чемпионате мира 1985 года в бельгийском Мехелене Андерссон добавила в послужной список бронзу программы одиночек, спустя два года на мировом первенстве в немецком Дуйсбурге повторила это достижение. В качестве фаворитки отправилась на Олимпийские игры 1988 года в Сеуле (несла знамя Швеции на церемонии открытия), но на сей раз попасть в число призёров не смогла, в двойках и четвёрках в финале показала шестой результат, тогда как в одиночках пришла к финишу восьмой.
В 1991 году выступила на чемпионате мира в Париже, откуда привезла награду бронзового достоинства, выигранную в двойках на пятистах метрах. Будучи в числе лидеров гребной команды Швеции, благополучно прошла квалификацию на Олимпийские игры 1992 года в Барселоне — в четвёрках на пятистах метрах вместе с Анной Ульссон, Марией Хаглунд и Сусанной Русенквист выиграла здесь бронзовую медаль, уступив в решающем заезде венгеркам и немкам, в то время как в двойках в паре с Сюзанной Виберг-Гуннарссон удостоилась серебряной медали, пропустив вперёд экипаж из Германии.
На чемпионате мира 1993 года в Копенгагене Агнета Андерссон дважды поднималась на пьедестал почёта, взяла золото в двойках (единственное в карьере на чемпионатах мира) и серебро в четвёрках. В 1996 году выступила на Олимпиаде в Атланте, где повторила успех четырёхлетней давности, добыв бронзу в четвёрках на пятистах метрах — при этом помимо Ульссон и Русенквист её партнёршей была Ингела Эрикссон. Кроме того, стала чемпионкой в двойках с Сюзанной Гуннарссон. За это выдающееся достижение удостоена также золотой медали премии газеты Svenska Dagbladet.
В конце жизни боролась с раком. Умерла 8 октября 2023 года в больнице.